# Манојло Будисављевић
Манојло Будисављевић (1919 — 1991) био је грудни хирург и професор универзитета,

## Биографија
Рођен је 13.06.1919. у Соколовцу код Копривнице, Краљевство Срба, Хрвата и Словенаца (сада Хрватска); отац Тодор, шумарски инжењер. Основну школу завршио и матурирао у гимназији у Копривници; дипломирао 1946. на Медицинском факултету у Београду. Био на специјализацији у центрима за хируршко лечење плућа у Швајцарској. Специјалистички испит из грудне хирургије положио 1955; одбранио 1964. године хабилитациони рад Место ресекције у лечењу туберкулозе плућа - резултати оперативног лечења 900 болесника. Радио у Специјалној болници на Озрену до 1949, а од 1950. у Институту за плућне болести и туберкулозу; од 1952. начелник Одељења за грудну хирургију у новоформираном Институту за плућне болести и туберкулозу, а директор Института од 1975. до пензионисања 1984; биран за асистента Медицинског факултета у Београду 1949, за доцента 1964. и ванредног професора 1969. Уже подручје рада - торакална (грудна) хирургија. Сматра се родоначелником модерне грудне хирургије -1973. извео је прву парцијалну ресекцију трахеје са терминотерминалном анастомозом, као и бронхопластичне операције и увео друге савремене оперативне поступке и дијагностичке методе у грудној хирургији. Сарађивао са истакнутим торакалним хирурзима у земљи (В. Стојановић, Љ. Рашовић, Ђани Поповић и др.) и иностранству, са париским професорима Тотијем и Херцогом. Биран је више пута у Савет и Веће Медицинског факултета и Савет Стоматолошког факултета, био продекан факултета и проректор Београдског универзитета, члан савезне Комисије за туберкулозу и болести плућа и других стручних тела.
Објавио око 120 стручних и научних радова у земљи и иностранству; аутор је монографије Место ресекције у лечењу туберкулозе плућа (“Научна књига“, pp. 109), 1967; као и радова Ограничене могућности декортикације код хроничних емпијема плућа (са Ђ. Сибером), 1961; Бенигни тумори трахеје и Главних бронха (са Р. Јанковићем), 1980. и др. Био је председник Црвеног крста Југославије, генерални секретар СЛД, члан Медицинске академије СЛД од оснивања, члан Суда части СЛД, председник Секције пнеумофтизолога, члан секретаријата Савеза лекарских друштава Југославије, члан Америчког друштва за плућне болести, Светског удружења за бронхологију, Шведског друштва за бронхологију, почасни члан пнеумофтизиолошке секције Збора лијечника Хрватске, Словеније, Друштва љекара БиХ, Пнеумофтизиолошке секције Војводине. Добитник је Седмојулске награде Србије 1982; одликован је Орденом рада трећег реда, Орденом рада са златним венцем, Орденом рада са црвеном Заставом, Орденом заслуга за народ и Орденом НДР „Banner der Arbeit“; добитник је и многих других признања. Преминуо 1991. године.